# Park Narodowy El Chico
Artykuł ten został zgłoszony do umieszczenia na stronie głównej w rubryce „Czy wiesz”.
Pomóż nam go sprawdzić: oceń zgłoszoną nominację.
Park Narodowy El Chico (hiszp. Parque nacional El Chico) – park narodowy w Meksyku, w stanie Hidalgo. Został utworzony 6 lipca 1982 roku na terenie istniejącego tu od 1898 roku rezerwatu leśnego. Zajmuje obszar 27,39 km². Od 2017 roku jest częścią geoparku o nazwie „Geopark Comarca Minera” należącego do Światowej Sieci Geoparków UNESCO.

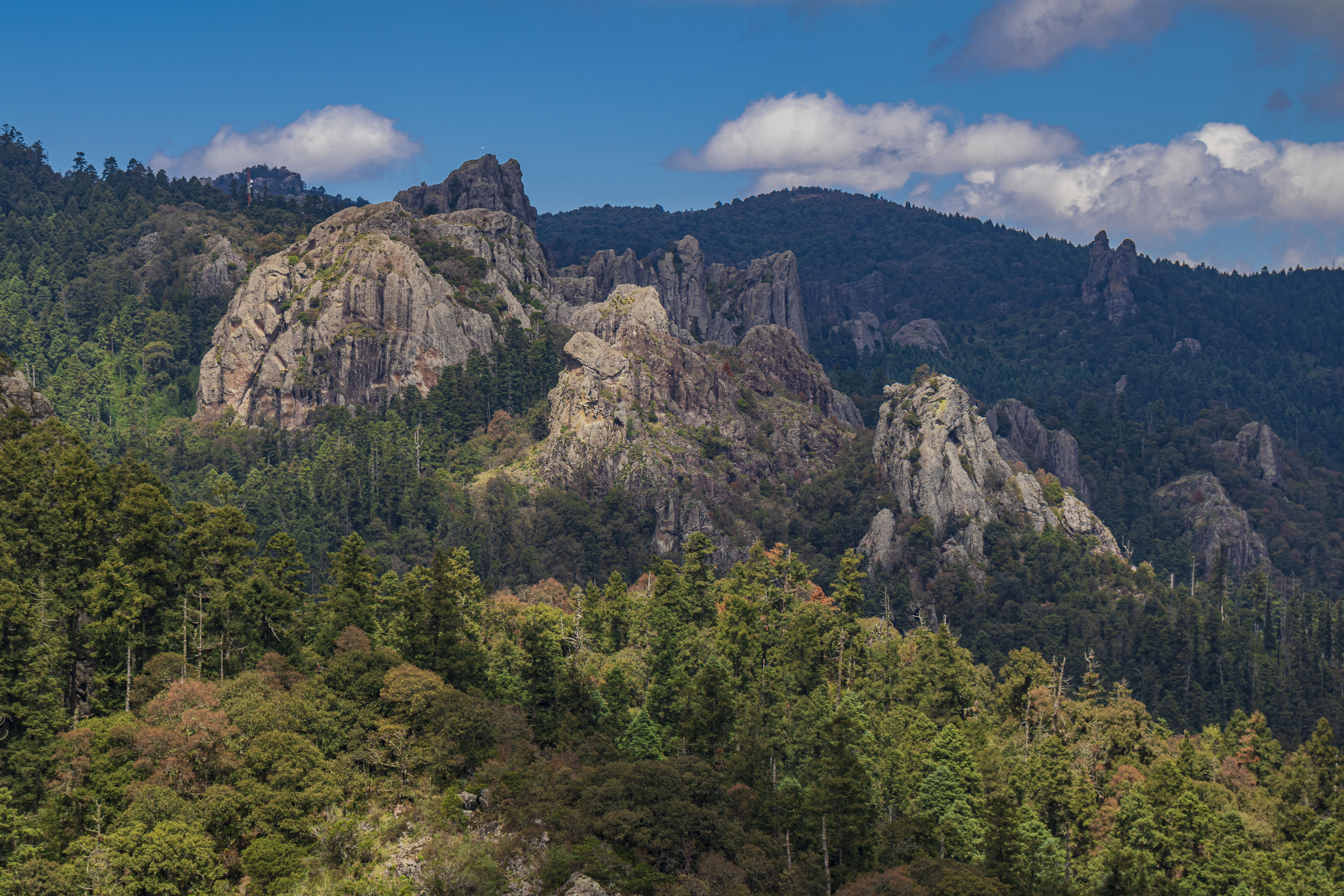

## Opis
Park obejmuje zachodni fragment pasma górskiego Sierra de Pachuca będącego częścią łańcucha górskiego Kordyliera Wulkaniczna. Znajduje się na wysokościach od 2320 do 3090 metrów n.p.m. Najwyższym szczytem jest Las Ventanas. W parku występują liczne wąwozy, jeziora i fantazyjne formacje skalne.

## Szata roślinna
Prawie cały obszar parku pokrywają gęste lasy, głównie jodłowe, sosnowe i dębowe. Rosną tu zagrożony wyginięciem (EN) Taxus globosa, a także m.in.: Abies religiosa, Quercus laurina, Quercus glabrescens, Quercus crassifolia, Quercus candicans, Quercus greggi, Quercus rugosa, Pinus teocote, Pinus patula, sosna Montezumy, Draba hIdalgensis, Mancoa rollinsiana, Tigridia martinezii, Pinguicola crassifolia, Chimaphila maculata, Allium stoloniferum, Juniperus monticola, Cupressus benthamii, Arbutus glandulosa, Arbutus xalapensis, Senecio angulifolius, Baccharis conferta, Eupatorium glabratum i penstemon Hartwega.

## Fauna
Ssaki występujące w parku to m.in.: myszak skalny, nowik meksykański, królak króliczy, wiewiórka smugowana, szopik pręgoogonowy, pancernik dziewięciopaskowy, mulak białoogonowy, pekariowiec obrożny, skunksowiec białogrzbiety, urocjon wirginijski, kojot preriowy, niedźwiedź czarny i puma płowa. 
Ptaki tu żyjące to m.in.: koronówka złotobrewa, drozd wędrowny, pipil rudoboczny, lasówka żółtogłowa, lasówka czarnogardła, orzeł przedni, puszczyk plamisty, dzięciur żołędziowy, trogon górski i błękitnik meksykański.
Płazy i gady występujące w parku to zagrożony wyginięciem (EN) Chiropterotriton multidentatus, narażone na wyginięcie (VU) Thamnophis scaliger, Abronia taeniata, Chiropterotriton dimidiatus i Sarcohyla robertsorum, a także m.in.: Dryophytes plicatus, Ambystoma velasci, Pseudoeurycea belli, Pseudoeurycea cephalica, Barisia imbricata, Phrynosoma orbiculare, Sceloporus grammicus, Thamnophis cyrtopsis, Thamnophis scalaris, Aspidoscelis gularis, Crotalus triseriatus, grzechotnik górski i Pituophis deppei.